# Гриндейл (Индиана)
Гринде́йл (англ. Greendale) — город в округе Дирборн, штат Индиана, США. По данным переписи населения 2010 года население Гриндейла составляло 4520 человек. Общая площадь Гриндейла составляет 5,785 квадратной мили (14,98 км2), из которых 5,71 квадратной мили (14,79 км2) (или 98,7 %) занимает суша, а 0,075 квадратной мили (0,19 км2) (или 1,3 %) —вода.

## История
Ветеран войны за независимость, капитан Джон Крэндалл поселился на хребте над рекой Огайо, который тогда назывался Плезант-Ридж, вскоре после заключения в 1795 году Гринвилльского договора между генералом Энтони Уэйном и различными индейскими племенами нынешней Индианы и Огайо. Джордж Рабб, ещё один ранний поселенец, также обосновался на хребте. Отсюда открывается вид на долину реки Огайо. В 1852 году Стивен Ладлоу заложил здесь город Гриндейл. Он соседствует с Лоренсбергом, на который также открывается вид с холма. В земельный кадастр Гриндейл был внесён в 1883 году. Предположительно, Гриндейл, получил своё название от кладбища Гриндейл, расположенного в центре города.

## Демография

### Перепись населения 2010 года
По данным переписи населения 2010 года, в городе проживало 4520 человек, существовало 1809 домашних хозяйств и 1241 семья. Плотность населения составляла 791,6 жителей на квадратную милю (305,6/км²). Имелось 1942 единицы жилья при средней плотности 340,1 на квадратную милю (131,3/км²). Расовый состав города состоял на 95,6 % из белых, 1,0 % негров, 0,2 % индейцев, 0,8 % азиатов, 0,6 % других рас, и 1,8 % представителей двух и более рас. Латиноамериканцы составляли 1,6 % населения.
Среди 1809 домохозяйств 33,1 % имели детей в возрасте до 18 лет, 49,9 % были супружескими парами, проживающими вместе, 12,8 % — женщины, не имеющие мужа, в 5,9 % — мужчины без жены, и 31,4 % — несемейные домохозяйства. 27,1 % всех домохозяйств состояли из отдельных лиц, а в 12,6 % проживал один человек в возрасте 65 лет и старше. Средний размер домохозяйства составлял 2,5, а средний размер семьи — 3,02 человека.
Средний возраст жителей города составлял 40,1 года. 24,4 % жителей были моложе 18 лет; 6,9 % — в возрасте от 18 до 24 лет; 25 % — от 25 до 44 лет; 28,4 % — от 45 до 64 лет; и 15,3 % — 65 лет и старше. Гендерная структура города состояла из 47,8 % мужчин и 52,2 % женщин.

### Перепись населения 2000 года
По данным переписи 2000 года, в городе проживало 4296 человек, насчитывалось 1781 домашнее хозяйство и 1212 семей, проживающих в городе. Плотность населения составляла 710,5 человек на квадратную милю (274,2/км2). Имелось 1852 единицы жилья при средней плотности 306,3 на квадратную милю (118,2/км2). Расовый состав города состоял на 97,91 % из белых, 0,58 % негров, 0,07 % индейцев, 0,49 % азиатов, 0,02 % представителей других рас и 0,93 % представителей двух или более рас. Латиноамериканцы составляли 0,33 % населения.
Было зарегистрировано 1781 домохозяйство, из которых в 29,4 % проживали дети в возрасте до 18 лет, 53,2 % составляли супружеские пары, проживающие вместе, в 10,9 % проживала женщина, не имеющая мужа, и 31,9 % не являлись семьями. 27,8 % всех домохозяйств состояли из отдельных лиц, а в 14,2 % проживал один человек в возрасте 65 лет и старше. Средний размер домохозяйства составлял 2,41, а средний размер семьи — 2,95.
Население города было распределено по возрасту: 23,2 % — моложе 18 лет, 7,4 % — от 18 до 24 лет, 28,3 % — от 25 до 44 лет, 25,0 % — от 45 до 64 лет и 16,1 % — в возрасте 65 лет и старше. Медианный возраст составил 40 лет. На каждые 100 женщин приходилось 89,4 мужчин. На каждые 100 женщин в возрасте 18 лет и старше приходилось 86,7 мужчин.
Медианный доход домохозяйства в городе составлял $45 926, а медианный доход семьи — $55 713. Средний доход мужчин составил $40 192, а женщин — $23 176. Доход на душу населения в городе составлял $23 452. Около 3,0 % семей и 5,1 % населения находились за чертой бедности, включая 6,6 % лиц моложе 18 лет и 8,9 % лиц в возрасте 65 лет и старше.